# Държава на Тевтонския орден
Тевтонският Орденстат, Тевтонска Прусия е военно-монашеска теократична държава, образувана в Прибалтика в резултат от кръстоносните завоевания на Тевтонския орден. Първоначално независима държава с основно германски народотворчески елемент и сериозна търговско-икономическа и военна мощ към XV век Орденстат попада под васална зависимост от Кралство Полша и през епохата на Реформацията се секуларизира в протестантското Херцогство Прусия.

## Възникване
Тевтонският орден възниква като военно-монашеска организация на германските поклонници и кръстоносци в Близкия изток. С успехите на Саладин в края на XII век европейците са прогонени от Йерусалим, а по-късно и от последните си твърдини като Акра и Монфор.
След кратко изгнание във Венеция и с ясна представа за бъдещето на Ордена неговия предводител Херман фон Залца започва сложна политическа маневра между централноевропейските монарси и папата. След като са помолени за помощ срещу куманите от Андраш Унгарски тевтонците отблъскват нашествието им в Трансилвания. Желанието им да останат там обаче е грубо отхвърлено от Андраш. Той получава и формалната подкрепа за това на Светия престол, който е върховен суверен на тевтонците и не може да допусне те да влязат във васална зависимост от унгарския светски крал. Този акт за кратко застрашава самото съществуване на германския рицарски орден. В крайна сметка задачата на военномонашеския орден е борба с нехристияните и Херман намира роля за своя орден на североизток. Отвъд Висла живеят пруски племена, които са езичници и са особено резистентни на мисионерските опити за покръстване. Херман получава папска инвеститура за борба срещу пруските въоръжени сили, покръстване на покорените души и владение на земите им. Това дава повод на рицарския орден да заиграе основна роля в Северните кръстоносни походи срещу прибалтийските племена. В следващите години постепенно са овладени двата бряга на Висла и Самбийския полуостров, като в завладените територии се насърчава заселването на германци от Саксония, Вюртемберг, Тюрингия, Хесен.

## Обществен строй
Според френските автори тевтонският Орденстат е теократична република, управлявана според принципа на меритокрацията от изборен Велик магистър. Реални граждански права притежава само личния състав на ордена – 300 до 700 рицари-германци, които заемат тевтонската административна йерархия, а отношенията между тях и пруското простолюдие са по-скоро крепостно-феодални.
След интензивното населване на земите с германски заселници и с възникването на градските общини и съсловните организации постепенно се появява и секуларно-аристократична и буржоазна конкуренция за рицарския сеньорат. Това в крайна сметка води до пълна секуларизация на католическия Орденстат в Пруско херцогство и реформация в протестантство.

## Икономика
Усвояването на селскостопанската земя е възложено на предприемачи – по толерираща германските колонизатори схема те оземляват свободните жители на Орденстат. Под предлог, че те ползват железен плуг за разлика от местния дървен пруски германците получават в аренда до 33 хектара срещу 20 за прусите. Независимо от това всички са обложени с десятък и подлежат на военна повинност.
След покоряването на Кулм се задава правна практика, според която до 1410 г. са основани 94 селища, на които са въздадени кулмски градски грамоти. Урбанизацията води до ръст в занаятчийския професионализъм и повишена продукция за едно повишено потребление. Излишъкът създава благоприятни търговски условия и скоро Данциг е сред най-големите търговски пристанища в Северна Европа. Орденстат ефективно изнася зърно, смола, восък, дървесина и кехлибар, върху който тевтонците се радват на монопол. От Скандинавия се внася желязо и херинга, от Германия – вино и оръжие, от Русия през Новгород – ценни кожи.

## Политика
Великият магистър се намира във васално подчинение само пред папата, като Светият престол е пълен суверен над една трета от територията на Орденстат. Там са организирани епископствата Замланд, Вармия и Помезания. Орденът усвоява териториите, за които е получил инвеститура по изпитаната схема – строеж на регионален замък и помещаване на комендатория (комтурство) в него. Назначените за кастелани и комтури се сменят през няколко години, което позволява на рицарите кариерно развитие, а и намалява риска от феодално корумпиране на заемания пост, особено след като при всяка смяна се провеждат стриктни инвентаризации.
Тевтонският Орденстат изживява своеобразен златен период през XIV век, когато постига териториално разширение със закупуването на Ливония от Кралство Дания и сливането си с ливонските си кръстоносни братя и активно участва в търговските взаимоотношения на Ханзейската лига. През този период кръстоносната романтика все още е жива и много европейски владетели предпочитат да изкупят душите си като поемат Кръста и меча в Европа, а не в далечните отвъдморски земи на Палестина. С тевтонците покрай Балтийско море в битка и празник влизат англичани, шотландци, холандци, чехи и французи, а много младши синове на благороднически министериалски родове, които нямат право на наследство, се вливат в личния състав на германския орден. Така в Северните кръстоносни походи и в германското Усилие на Изток се включват Ян Люксембургски, Вилхелм IV Холандски, Жан льо Менгр, а крал Карел Бохемски участва в завладяването на града, който е наречен Кьонигсберг в негова чест.
Неуспехите на Орденстат започват с реализирането междудържавния и династичен съюз, довел до създаването на Полско-Литовското обединено кралство. На 14 август 1385 година между Полша и Литва е сключена т.нар. Кревска уния, според която на следващата година литовския княз Ягело приема християнството, жени се за полската кралица Ядвига Анжуйска и става крал-консорт на Полша под името Владислав. Така обединено кралство се разпростира до Черно море на югоизток, а тевтонската държава стои между Ягело-Владислав и Балтийско море на север. Военната традиция между тевтонци – кръстоносци и литовци – езичници поддържа междудържавното напрежение, а ситуацията става още по-сложна след като папата обявява, че след покръстването на Самогития мисията на тевтонците е изпълнена и така поставя под съмнение съществуването на ордена. Избухва Полско-литовско-тевтонската война, която завършва със разгром на ордена при Грюнвалд и според Първия Торунски мир тевтонците губят Западна Прусия заедно със столицата си Мариенбург и са подчинени васално на Полско-литовската корона.

## Секуларизация и залез
Тевтонците се оттеглят с наранена гордост в Източна Прусия със седалище в Кьонигсберг. Освен това местната аристокрация и търговска върхушка в Тевтонска Прусия основават Пруския съюз – буржоазна конфедерация, ратуваща за реформи в средновековните практики и монополи на ордена. Епископство Вармия, намиращо се на директно подчинение на папския престол, също решава да се отцепи от Орденстат. Тези събития водят до сериозни сътресения в теократичната държава и две граждански войни, които окончателно довършват някога славната държава. Великият магистър Албрехт фон Бранденбург-Ансбах, избран за предводител, едва на около двадесет години заради статута си на имперски принц, се опитва да изведе ордена от затруднението и иска съветите на Мартин Лутер. В резултат от тях собствеността на рицарите-монаси постепенно преминава под контрола на аристокрацията и буржоазията, а орденът приема протестантството. Този безкръвен преврат показва, че Прусия е узряла за друго ниво на независимост и е трансформирана в херцогство на Свещената Римска империя, а Данциг и Мемел придобиват статут на свободни градове. Названието Тевтонскопруски Орденстат изчезва завинаги от европейската карта.